# Hòa Thuận, Buôn Ma Thuột
Hòa Thuận là một xã thuộc thành phố Buôn Ma Thuột, tỉnh Đắk Lắk, Việt Nam.
Xã Hòa Thuận có diện tích 17,02 km², dân số năm 1999 là 12.772 người, mật độ dân số đạt 750 người/km².